# Partido Comunista de Albania (1991)
El Partido Comunista de Albania (en albanés: Partia Komuniste e Shqipërisë, PKSH) es un partido comunista, antirrevisionista y marxista-leninista de Albania. Defiende la figura de Enver Hoxha y su pensamiento. Nexhmije Hoxha, viuda de Enver Hoxha, fue miembro del PKSH hasta su fallecimiento en 2020.

## Historia
El partido fue fundado en 1991 a partir de una escisión del Partido del Trabajo de Albania, antes de que fuera convertido en el Partido Socialista de Albania.
En 1998, el PKSH se convirtió en el primer partido comunista después de 1991 en registrarse legalmente ante la Comisión Electoral albanesa. Su líder era Hysni Milloshi.
En 2002, una fracción de PKSH se escinde y se fusiona con en el refundado Partido del Trabajo de Albania.
En las elecciones parlamentarias de 2005, el partido recibió 8.901 votos, el 0,7 % de la representación proporcional.
En un Congreso de Unificación celebrado en 2006, el Partido Comunista de Albania, un refundado Partido del Trabajo de Albania y pequeños partidos comunistas se fusionaron en el Partido Comunista de Albania. Participaron 300 miembros de estos partidos en la conferencia y Hysni Milloshi luego se convirtió en el secretario general del partido unificado, siéndolo hasta su muerte en 2012. El PKSH publica Zëri i së Vërtetës (La voz de la verdad). La organización juvenil del partido es la Juventud Comunista de Albania. El PKSH participa anualmente en el Encuentro Internacional de Partidos Comunistas y Obreros y de la CIPOML. En España mantienen relaciones con el PCOE.
En las elecciones de 2013 su número de votos se redujo drásticamente, reuniendo 899 votos a nivel nacional. En las elecciones parlamentarias de 2017 reunió 1.029 votos (0,07%).